# Ingeborg Berggreen-Merkel
Ingeborg Berggreen-Merkel (* 1949 als Ingeborg Berggreen) ist eine deutsche Verwaltungsjuristin. Sie war von 2008 bis 2013 Ministerialdirektorin beim Beauftragten der Bundesregierung für Kultur und Medien.

## Leben

### Verwaltungskarriere
Ingeborg Berggreen-Merkel studierte Rechtswissenschaften und wurde 1971 an der Universität München mit einer Dissertation über Die „dissenting opinion“ in der Verwaltung: Zum Problem der Öffentlichkeit staatlicher Entscheidungsvorgänge zum Dr. iur. promoviert.
Von 1972 bis 2008 war sie im Bayerischen Staatsministerium für Unterricht und Kultus tätig. In dieser Zeit vertrat sie sechs Jahre lang mit einem weiteren Kollegen die deutschen Länder im Bildungsausschuss des Rates der Europäischen Union in Brüssel. 2008 ging sie nach Berlin zum Beauftragten der Bundesregierung für Kultur und Medien, wo sie bis April 2013 arbeitete, zuletzt als Amtschefin und Stellvertreterin des Kulturstaatsministers Bernd Neumann. Zu dieser Zeit war sie von Amts wegen Mitglied zahlreicher Stiftungsvorstände und Stiftungsräte, so bei der Stiftung Berliner Mauer und der Stiftung Berliner Schloss – Humboldtforum; beim Haus der Geschichte war sie Kuratoriumsvorsitzende. Ihr Nachfolger wurde Günter Winands.
Seit 2017 ist Berggreen-Merkel Mitglied im Hochschulrat der Kunsthochschule Berlin-Weißensee.

### Leiterin der Taskforce „Schwabinger Kunstfund“
Im November 2013 gaben die Bayerische Staatsregierung und die Bundesregierung bekannt, als Reaktion auf die öffentliche Diskussion zum „Schwabinger Kunstfund“ eine Taskforce zu bilden, deren Leitung Berggreen-Merkel übernehme. Berggreen-Merkel war mit dem Geschehen noch aus ihrer früheren Tätigkeit vertraut, verfügte aber, ebenso wie beiden anderen hauptamtlichen Mitarbeiter und die meisten Mitglieder der Taskforce, über keinerlei Kenntnisse in der Provenienzforschung. Maurice Philip Remy, der sich eingehend mit der Biografie Cornelius Gurlitts, dem Besitzer der beschlagnahmten Kunstwerke, befasst hat, schlussfolgert daraus, dass es bei der Errichtung der Taskforce eher um eine PR-Maßnahme zur Schadensbegrenzung als um geschädigte Alteigentümer und deren Nachfahren ging. Auch sei es darum gegangen, von den Versäumnissen staatlicher Museen bei der Herkunftsprüfung und Rückerstattung möglicher Raubkunst abzulenken.
Nachdem der damals 80-jährige Gurlitt wegen einer schweren Erkrankung in ein Krankenhaus eingewiesen worden war, suchte ihn Berggreen-Merkel dort am 21. Dezember 2013 auf und übergab ihm einen längeren Brief. Darin gab sie an, das Gurlitt betreffende gerichtliche Betreuungsverfahren „weitgehend angehalten“ zu haben. Sie schilderte, dass der „Kunstfund“ im In- und Ausland „unbeschreiblich große Aufregung“ verursacht habe. Unzählige Privatleute und Organisationen wie die Jewish Claims Conference hätten Forderungen auf Rückerstattung von Kunstwerken erhoben und hätten vor, Gurlitt mit zahlreichen für ihn kostspieligen Klagen zu überziehen. Seine Sicherheit und die seiner Kunstwerke sei gefährdet. In dieser für ihn aussichtslos erscheinenden Situation, so Remy, habe Gurlitt die von Berggreen-Merkel präsentierte Option, die Kunstwerke in eine „andere Hand“ zu geben, als Lösung aller Probleme erscheinen müssen. Anfang Januar 2014 setzte Gurlitt das Kunstmuseum Bern als seinen alleinigen Erben ein; einige Wochen zuvor hatte Berggreen-Merkel in Berlin den Präsidenten des Stiftungsrates des Museums, Christoph Schäublin, getroffen.

#### Kritik
Schon an der Berufung von Ingeborg Berggreen-Merkel zur Leiterin der Taskforce wurde heftige Kritik laut weil sie als stellvertretende Kulturstaatsministerin frühzeitig über die Beschlagahme der Gurlitt-Sammlung informiert worden war, aber die brisante Angelegenheit völlig unterschätzt hatte.
Zum Jahresende 2015 wurde die Taskforce aufgelöst. Der Kunstkritiker Hans-Joachim Müller empfand das Ergebnis als Trauerspiel und ihre Tätigkeit als Überforderung. Es gab Kritik an der Ineffizienz und vor allem Intransparanz des Gremiums. Für Rüdiger Mahlo, dem Repräsentanten der Jewish Claims Conference in Deutschland war bei der Vorstellung des Abschlussberichts »Die Bilanz ist schon ein wenig mager«. Ach Ronald Lauder, Präsident des Jüdischen Weltkongresses, schloss sich der Kritik an und beklagte er den »durchgehenden Mangel an Transparenz und Kommunikation über die Arbeit der Taskforce«. Auch für Marcus Woeller in der Welt ist die Bilanz ist dürftig. Ronald Berg fand in der taz das Ergebnis der Kommission "ziemlich mager".
Das Resultat ihrer Arbeit, so Remy in seinem Buch, sei „blamabel“: Unter den mehr als 1.200 bei Gurlitt beschlagnahmten Kunstwerken ließen sich lediglich fünf Raubkunstfälle ausmachen, vier davon waren schon vor dem Tätigwerden der Taskforce bekannt. Bei zehn weiteren Kunstwerken besteht ein Verdacht, dass es sich um Raubkunst handelt.

## Auszeichnungen
- 2013: Max-Hermann-Preis der Freunde der Staatsbibliothek zu Berlin[12]
- 2017: Medaille für besondere Verdienste um Bayern in einem Vereinten Europa

## Werke
- Die „dissenting opinion“ in der Verwaltung: Zum Problem der Öffentlichkeit staatlicher Entscheidungsvorgänge. Duncker und Humblot, Berlin 1972, ISBN 3-428-02597-0
- Die rechtlichen Aspekte der Kulturpolitik nach dem Maastrichter Vertrag. Europa-Institut, Sektion Rechtswissenschaft, Saarbrücken, 1995
- Europäische Union.  Bayerische Verwaltungsschule, München 2007 (Neuauflagen 2008 und 2011)